# Kolga (1873)
Kolga var en ångslup byggd vid Motala Verkstad 1873. Den var avsedd för redare Eberstein i Norrköping men behölls av Motala Verkstad för trafik på Göta kanal. Fartygets varvsnummer var 187. Skrovet var av järn.
Till Eberstein levererades istället en likadan ångslup, även denna med namnet Kolga, med varvsnummer 188.

| Fartygsdata             | Vid leverans från varv  |
| ----------------------- | ----------------------- |
| Längd öa                | 47,33 fot (14,03 meter) |
| Bredd                   | 10,50 fot (3,11 meter)  |
| Köl till övre skrovkant | 4,62 fot                |
| Djupgående              |                         |
| Brt/Nrt                 |                         |

Slupen var utrustad med en encylindrig ångmaskin, maskin nr 300, om 4 nom hk tillverkad vid Motala Verkstad i Motala.
Passagerarkapaciteten var 62 passagerare.

## Historik
- 1873	Slupen byggdes vid Motala Verkstad. Byggkostnad var 10 750 rdr rmt.
- 1885	Ny ångpanna installerades.
- 1901	Kolga togs ur bruk som passagerarslup. Ångmaskinen ersattes av en fotogenmotor  och Kolga fortsatte som bogserbåt på Göta kanal.
- 1915	Kolga såldes till E B Lundgren i Askersund. Slupen sattes i trafik som bogserbåt.
- 1933	Slupen höggs upp.
- Under 1873-1901 svarade Kolga för passagerartrafiken på de många bryggorna mellan Badhusbryggan i Motala och Svarta gatan i Motala verkstadsområde. Sträckan trafikerades med ångslup och ångfärja från 1864 till 1926 då den sista av ångbåtarna ersattes av transport landvägen med en, som det då kallades, omnibuss.

För att få bedriva passagerartrafik på sträckan var slupens ägare, Motala Verkstad, ålagd att även utföra bogsering av fartyg på Göta kanal mellan Motala hamn och Borenshult.